# Agricane
Agricane è un personaggio del ciclo carolingio. Re della Mongolia ed imperatore della Tartaria, le sue vicende sono narrate da Matteo Maria Boiardo nel poema cavalleresco Orlando innamorato.

## Il personaggio
Appare per la prima volta nella trama quando assedia Angelica nel castello di Albracca, in Oriente; la donzella è difesa da Orlando, che ne è innamorato e che muta a suo favore le sorti della battaglia.
Agricane affronta direttamente in duello il paladino di Francia. Combattono fino a tarda sera, e a causa delle tenebre sono costretti a sospendere la singolar tenzone. In perfetta tregua riposano nella pace della notte stellata e conversano su argomenti confacenti alla loro dignità; ma quando Agricane scopre che Orlando è innamorato di Angelica, e che non vuole rinunciare al suo amore, balza in sella e si affretta a riprendere il combattimento.
Lo scontro, dapprima sfavorevole ad Orlando, termina con la morte del re tartaro, che durante l'agonia chiede di essere battezzato. Viene esaudito e la sua conversione alla religione cristiana avrà modo di compiersi prima che egli chiuda gli occhi per sempre. Il suo corpo sarà deposto in armi, come in un bel monumento funerario, presso la fontana dell'acqua con cui ha ricevuto il battesimo.
Nell'Orlando furioso di Ludovico Ariosto sarà invece protagonista di svariate avventure suo figlio Mandricardo, già introdotto peraltro nell’Innamorato.